# Alfred Leonhard Maluma
Alfred Leonhard Maluma (Lukani, 12 de dezembro de 1955 - 6 de abril de 2021 em Dar es Salaam) foi um clérigo tanzaniano e bispo católico romano de Njombe.
Após sua formação teológica, Alfred Maluma recebeu o sacramento da ordenação de Raymond Mwanyika em 17 de novembro de 1985 em sua paróquia natal de Igwachanya. Foi capelão em Njombe e capelão escolar de todas as escolas secundárias da diocese de Njombe, no sudoeste da Tanzânia. De 1989 a 1994 completou estudos de doutorado em teologia moral na Pontifícia Academia Alfonsiana de Roma e recebeu seu doutorado com uma tese sobre Bernhard Häring e foi então professor no seminário de Peramiho.
Em 8 de junho de 2002, o Papa João Paulo II nomeou-o Bispo de Njombe. O Arcebispo de Dar es Salaam, Cardeal Policarpo Pengo, ordenou-o bispo em 1º de setembro do mesmo ano; Os co-consagradores foram o Arcebispo de Songea, Norbert Wendelin Mtega, e o Bispo de Mbinga, Emmanuel Mapunda. 
Em 2014, Maluma foi eleito Presidente das Comunicações Sociais da Associação das Conferências Episcopais da África Oriental (AMECEA).
Em 6 de abril de 2021, Alfred Bishop Maluma morreu no Hospital Nacional Muhimbili (MNH) em Dar es Salaam como resultado de um acidente de trânsito.